# Reggae
Reggae – styl we współczesnej muzyce rozrywkowej, powstały pod koniec lat 60. XX wieku w Kingston na Jamajce.
Stanowi najbardziej charakterystyczny gatunek muzyki jamajskiej. Światowy rozgłos zyskało w latach 70. dzięki twórczości Boba Marleya, choć wbrew powszechnej opinii nie był on jedynym prekursorem gatunku. Ukształtowało się w wyniku stopniowej ewolucji (polegającej m.in. na spowolnieniu tempa) muzyki ska, poprzez przejściowy styl rocksteady. Charakterystyczny dla reggae schemat rytmiczny, łączący wyrazistą linię basu i beat perkusyjny, określa się mianem riddimu. Reggae jest szczególnie popularne w środowisku ruchu Rastafari.

## Etymologia
Istnieje co najmniej kilka hipotez co do pochodzenia nazwy gatunku.
Po raz pierwszy słowo „reggae” odnotował wydany przez Cambridge University Press w roku 1967 Dictionary of Jamaican English, podając je jako alternatywną formę słowa „rege-rege” oraz definiując jako: 1. gałgany, szmaty; 2. kłótnia, sprzeczka.
Niektórzy jamajscy rastafarianie twierdzą, że słowo pochodzi od nazwy posługującego się jednym z języków bantu plemienia regga, żyjącego rzekomo gdzieś w okolicy jeziora Tanganika.
Według brytyjskiego badacza i historyka gatunku Steve’a Barrowa, termin utworzył producent i wokalista Clancy Eccles od słowa „streggae”, w języku patois używanego na określenie prostytutki.
Z kolei Bob Marley utrzymywał, że słowo wywodzi się z języka hiszpańskiego i oznacza dosłownie „króla muzyki”.
W książeczce dołączonej do kompilacyjnego albumu z chrześcijańskim reggae pt. To the King, wydanego w roku 2003 przez wytwórnię Lion of Zion Entertainment, przeczytać można, że nazwa gatunku pochodzi od łacińskiego słowa regis (dosł. „książę”, ale również forma dopełniacza liczby pojedynczej słowa rex – „król”).
Pierwszy utwór, w którym pada określenie gatunku, to wydany w roku 1968 singel grupy Toots and The Maytals pt. „Do the Reggay”:

To było jak sen. Któregoś poranka siedziałem, brzdąkając na swojej gitarze, i słowo się pojawiło, tak po prostu. Powiedziałem więc: Róbmy reggae!, i takie jest właśnie pochodzenie tego słowa.

## Historia

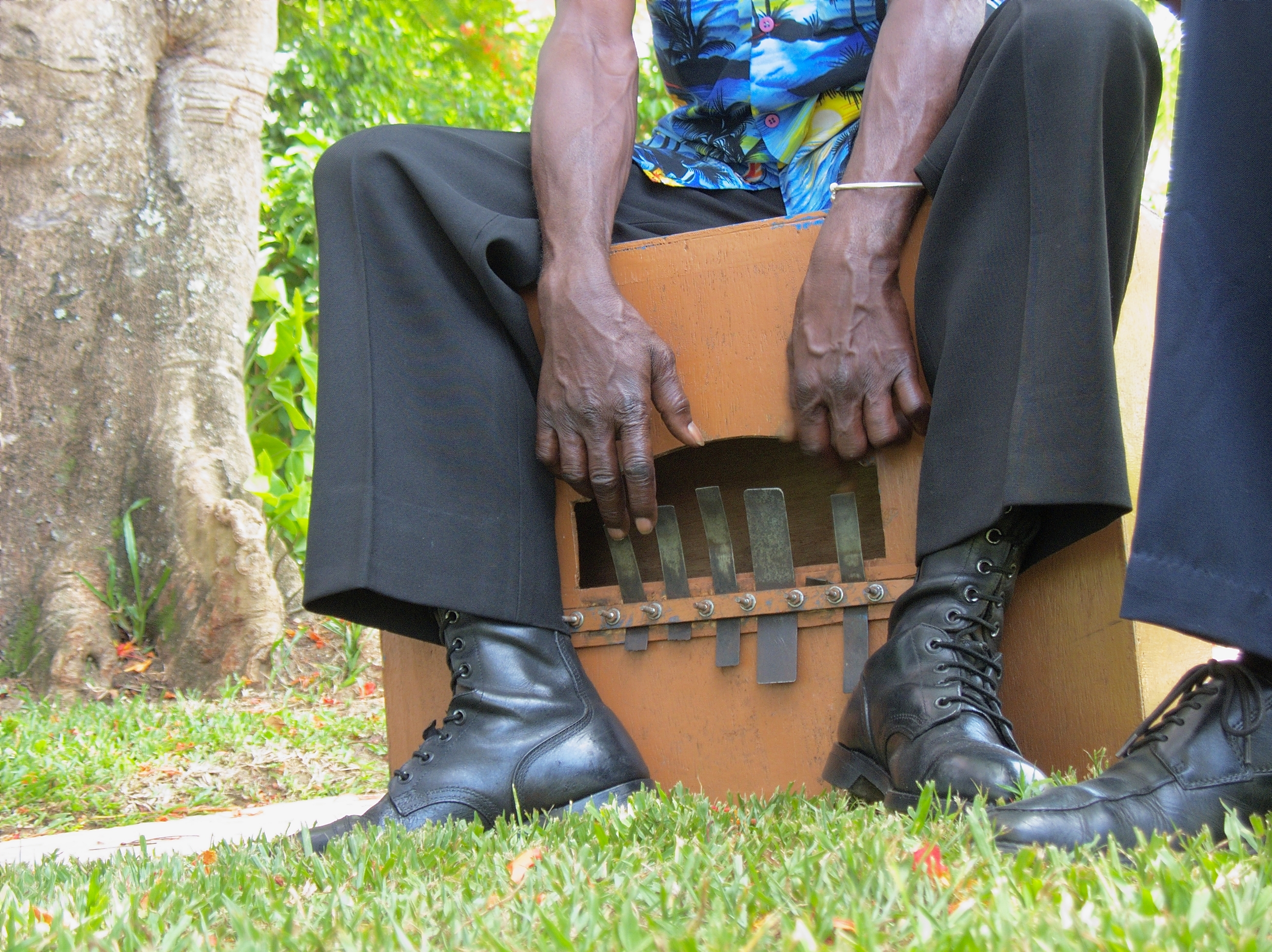
Marimbula dostarczała piosenkom mento wiodącej linii basu, co znalazło swoje odzwierciedlenie w całej późniejszej muzyce jamajskiej

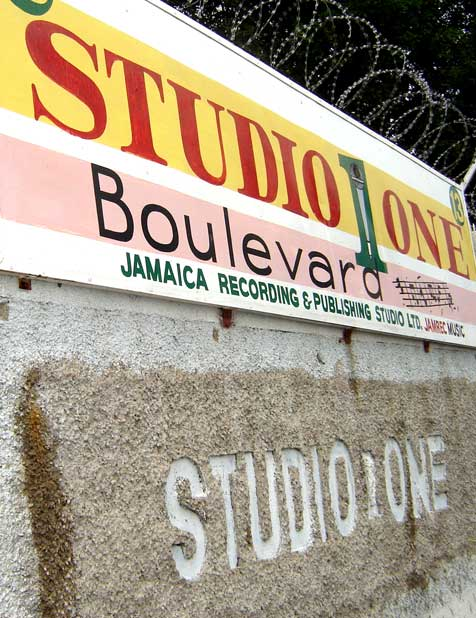
Studio One, mekka muzyki jamajskiej lat 60.

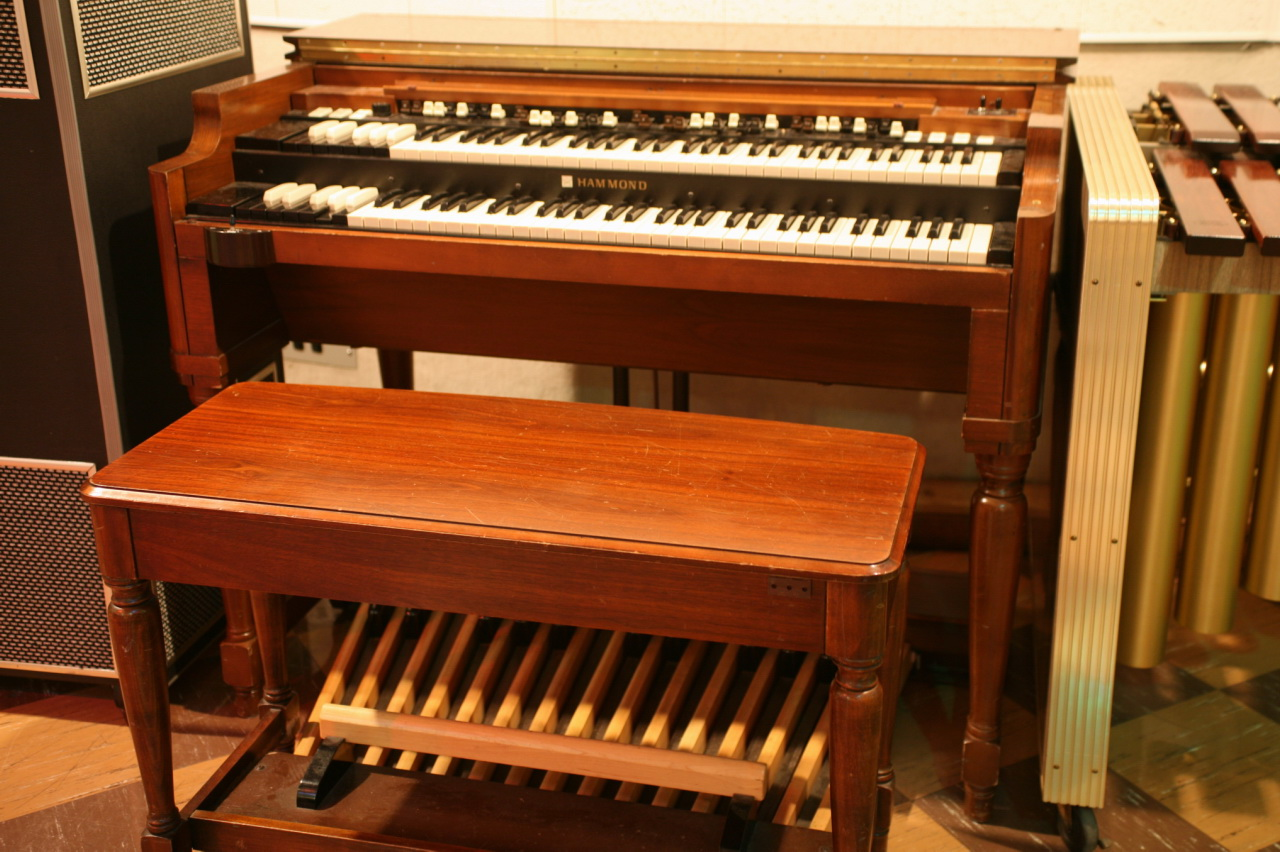
Wibrujące brzmienie organów Hammonda stało się nieodłącznym elementem muzyki reggae

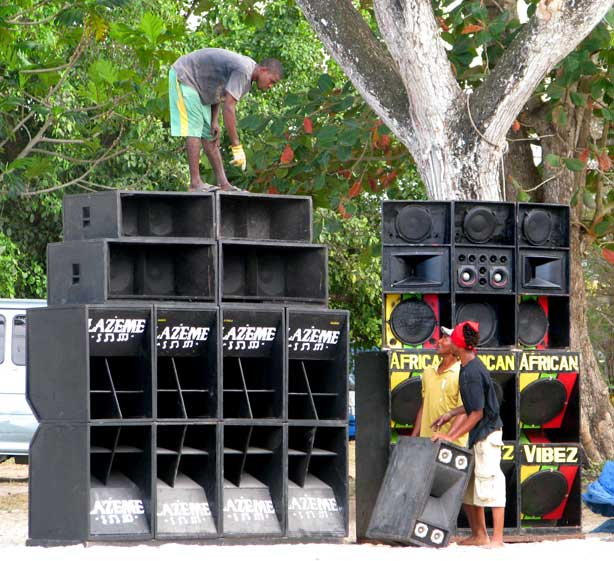
Współczesny jamajski sound system

Korzenie muzyki reggae sięgają drugiej połowy XIX wieku, kiedy stopniowo zaczęło się kształtować oryginalne brzmienie jamajskiej muzyki ludowej, określanej mianem mento. Wpływ na jej rozwój miały zarówno afrykańskie, jak i europejskie tradycje muzyczne. Jako że mento grano początkowo wyłącznie na terenach wiejskich, całe instrumentarium wykonane było własnoręcznie z dostępnych pod ręką materiałów (banjo, marimbula, bambusowe saksofony, flety i flażolety, drewniane bębny ręczne i marakasy). W latach 20. i 30. XX wieku, na fali rosnącej w Ameryce Północnej popularności jazzu, na Jamajce pojawiły się pierwsze jazzowe big-bandy; wśród nich wymienić warto przede wszystkim Orkiestry Erica Deansa, Roya Coburne’a i Vala Bennetta. Wielu przyszłych pionierów muzyki jamajskiej rozpoczynało swoje kariery właśnie w tego typu formacjach. Jazz wywarł także wpływ na dalszy rozwój muzyki mento: bambusowe i drewniane instrumenty domowej roboty zostały stopniowo zastąpione przez profesjonalny sprzęt muzyczny.
Tak wyposażone zespoły organizowały się głównie w miastach, stąd też jazzzujący styl ich gry określa się mianem „miejskiej” odmiany muzyki mento. Od końca lat 40. zlała się ona w jeden wspólny nurt z wywodzącym się z wysp Trynidadu i Tobago calypso, osiągając szczyt popularności w latach 50. W roku 1951
drobny przedsiębiorca Stanley Motta otworzył pierwsze na Jamajce studio nagraniowe, Motta’s Recording Studio; w grudniu zarejestrował w nim pierwsze w historii jamajskiego przemysłu muzycznego nagranie – singel popularnego wykonawcy mento, Lorda Fly, przy akompaniamencie Orkiestry Dana Williamsa (strona A: „Medley of Jamaican Mento-Calypsos”, strona B: „Whai, Whai, Whai”). Trzy lata później główny konkurent Motty, Ken Khouri, zamówił z Kalifornii dwie maszyny tłoczące, co pozwoliło mu otworzyć na zapleczu jego sklepu meblowego pierwszą na wyspie wytwórnię płytową pod nazwą Records Limited; w roku 1957 przeniósł przedsięwzięcie do większego lokalu i zmienił jego nazwę na Federal Records.
Okres ten, nazywany „złotą erą” jamajskiego mento-calypso, zakończyło pojawienie się amerykańskiego R&B w wiodącej rozgłośni radiowej RJR. Wśród mieszkańców wyspy zapanowało prawdziwe szaleństwo na punkcie zupełnie dla nich nowego tanecznego gatunku muzyki, zwłaszcza w wykonaniu takich artystów jak Fats Domino, Lloyd Price czy też Louis Jordan. Wkrótce do nowej mody dostosowali się również miejscowi muzycy, którzy stworzyli wówczas jedyną w swoim rodzaju mieszankę jazzu, R&B i mento-calypso, znaną jako ska. Jej żywiołowe tempo idealnie wpasowywało się w klimat miejskich dyskotek, zaś zespoły ska zaczęły być rozchwytywane przez właścicieli luksusowych hoteli, klubów i restauracji. Większości przedstawicieli klasy średniej, a tym bardziej mieszkańców slumsów stolicy i terenów wiejskich, nie było jednak stać na tego typu rozrywkę. Chcąc wykorzystać ten potencjał, kilkoro przedsiębiorczych DJ-ów i producentów zaczęło organizować obwoźne dyskoteki, przewożąc ogromne zestawy nagłośnieniowe furgonetkami; zapoczątkowali oni w ten sposób kulturowy fenomen Jamajki – imprezy sound systemowe. Konkurencja pomiędzy poszczególnymi ekipami była tak ostra, że niejednokrotnie rozwiązywały one swoje spory za pomocą pistoletów i noży.
Prym wśród właścicieli sound systemów wiedli dwaj producenci: Clement „Sir Coxsone” Dodd (Downbeat Sound System) oraz Arthur „Duke” Reid (Trojan Sound System). Gdy w sierpniu 1962 roku Jamajka uzyskała niepodległość, ska znajdowało się u szczytu popularności. Sir Coxsone część zysków ze sprzedaży płyt i funkcjonowania sound systemu przeznaczył na wyposażenie i otwarcie własnego studia nagraniowego, Studia One, które wkrótce stało się centralnym punktem na muzycznej mapie Kingston. W poszukiwaniu kariery zaczęły ściągać do niego tłumy utalentowanych wokalistów, liczących na zarejestrowanie swoich utworów przy akompaniamencie wynajmowanych przez Dodda najlepszych muzyków sesyjnych na wyspie. Wśród nielicznych szczęśliwców, którym udało się zdobyć angaż u Sir Coxsone’a, znalazła się nieznana nikomu wówczas grupa wokalna The Wailers, z 18-letnim Bobem Marleyem na czele.
Późną wiosną 1964 roku, dziewięcioro spośród grających dla Studia One instrumentalistów połączyło swoje siły, tworząc najsłynniejszą supergrupę ska wszech czasów – The Skatalites. Formacja ta niemal natychmiast zdobyła ogromną popularność, wyznaczając aktualne do dziś standardy ska, po czym rozpadła się po zaledwie 14 miesiącach istnienia. Spójność zespołu, i tak już nadwątloną przez ambicjonalne konflikty pomiędzy muzykami, ostatecznie rozbiło aresztowanie puzonisty i kompozytora Dona Drummonda, który w noc sylwestrową 1964/65 zadźgał nożem swoją narzeczoną. W międzyczasie inny, mniej kontrowersyjny zespół ska, Byron Lee & The Dragonaires, wsparty przez czołowych wokalistów (m.in. Prince Buster, Eric „Monty” Morris, Jimmy Cliff), reprezentował Jamajkę na Wystawie Światowej Expo '64 w Nowym Jorku. Ponadto, cover piosenki pt. „My Boy Lollipop” w wykonaniu 17-letniej wokalistki Millie Small osiągnął drugie miejsce zarówno na brytyjskiej liście przebojów UK Singles Chart, jak i w amerykańskim notowaniu Billboard Hot 100, stając się pierwszym jamajskim hitem o zasięgu międzynarodowym.
Pomimo tych sukcesów, panująca od czasu sensacyjnej zbrodni Drummonda atmosfera nieufności wobec wykonawców ska, w połączeniu z niepokojami społecznymi wywołanymi polityczno-ekonomicznym kryzysem, stały się zapowiedzią kolejnych zmian na muzycznej scenie Jamajki. Najczęściej przytaczana wersja wydarzeń głosi, iż wyjątkowo gorące lato roku 1966 zmusiło muzyków do grania w nieco wolniejszym tempie; z kolei gitarzysta Lynn Taitt utrzymywał w wywiadach, że to on jako pierwszy spowolnił wykonanie skanku, uznawszy tempo ska za zbyt szybkie do utworu Hopetona Lewisa pt. „Take It Easy”. Oprócz spokojniejszego tempa, w muzyce rocksteady (swoją nazwę zawdzięcza ona przebojowi Altona Ellisa pt. „Rock Steady”) na dalszy plan zeszły instrumenty dęte, ustępując miejsca bardziej rozbudowanym liniom basowym. Natomiast mniej więcej latem 1968 roku nastąpiło kolejne spowolnienie tempa, gitarzyści zaczęli zwracać się ku bardziej rockowemu brzmieniu, zaś fortepian ustąpił miejsca elektrycznym organom Hammonda, dając w ten sposób początek wczesnemu reggae – early reggae (szczególnej popularności wśród brytyjskich skinów zawdzięcza ono swoją drugą nazwę, „skinhead reggae”). Dość charakterystyczne dla tego okresu było nagrywanie coverów amerykańskich przebojów soulowych, zwłaszcza spod znaku wytwórni Motown Records i Atlantic Records. Wśród najważniejszych grup ery rocksteady/early reggae wymienić warto The Gaylads, The Paragons, The Pioneers, The Upsetters oraz The Maytals.
Przełom lat 60. i 70., wraz z rosnącym znaczeniem społeczności rastafariańskiej na wyspie, przyniósł całkowicie nowe zjawisko: falę młodych wykonawców, chcących poprzez muzykę głosić uduchowiony przekaz oraz idee ruchu Rastafari. Wokalistom takim jak Burning Spear, Ijahman Levi, Winston Holness czy też Yabby You udało się stopniowo przełamać opór ze strony producentów, początkowo przeciwnych wydawaniu trudniejszego w odbiorze materiału zamiast beztroskich, tanecznych hitów. W roku 1969 singel Desmonda Dekkera pt. „Israelites” jako pierwszy jamajski utwór osiągnął pierwsze miejsce na brytyjskiej liście przebojów. Z kolei za pośrednictwem charyzmatycznego bębniarza rasta Counta Ossiego przeniknęło do muzyki reggae brzmienie afrykańskich bębnów Nyabinghi, pierwotnie akompaniujących śpiewom religijnym w czasie rastafariańskich zgromadzeń modlitewnych (zob. chanty Nyabinghi). Ten nowy nurt w muzyce jamajskiej, określany mianem roots reggae, znalazł się u szczytu popularności w drugiej połowie lat 70.; „korzenne” utwory miała wówczas w swoim repertuarze niemal cała czołówka zespołów reggae zarówno na Jamajce (m.in. Bob Marley & The Wailers, Black Uhuru, Culture, Inner Circle, Israel Vibration, The Abyssinians, The Congos, The Mighty Diamonds, Third World, Twinkle Brothers), jak i w Wielkiej Brytanii (Aswad, Misty in Roots, Steel Pulse). Równocześnie, dzięki eksperymentom dźwiękowym przy stole mikserskim, prowadzonym przez King Tubby’ego i Lee „Scratcha” Perry’ego nad instrumentalnymi wersjami utworów, narodziła się technika dub, stając się wkrótce odrębnym gatunkiem muzyki elektronicznej.
Światowy rozgłos reggae zawdzięcza przede wszystkim twórczości Boba Marleya, który wraz ze swoim zespołem The Wailers wydał w latach 70. serię entuzjastycznie przyjętych albumów studyjnych, jak również odbył kilka wielkich tras koncertowych, odwiedzając niemal wszystkie kontynenty. W roku 1974 cover utworu Wailersów pt. „I Shot the Sheriff” w wykonaniu Erica Claptona trafił na szczyt brytyjskiej i amerykańskiej listy przebojów, ostatecznie wprowadzając reggae do mainstreamu światowej muzyki. Z kolei ich płyta Exodus z roku 1977 została na koniec stulecia uznana przez amerykański tygodnik „Time” za najlepszy album muzyczny XX wieku. Natomiast wydana przez Island Records kompilacja największych przebojów formacji pt. Legend pozostaje do dziś najlepiej sprzedającą się płytą reggae wszech czasów.
Po śmierci Marleya w maju 1981 roku z powodu rozsianej choroby nowotworowej (czerniak złośliwy) roots reggae nieco straciło na popularności, ustępując miejsca nowoczesnemu dancehallowi, opartemu na agresywnych nawijkach DJ-skich. O ile we wczesnych nagraniach dancehallowych powszechne było wykorzystywanie odświeżonych akustycznych rytmów ze Studia One Sir Coxsone’a, tak z biegiem czasu górę wzięła trwająca do dziś moda na riddimy elektroniczne. Przyjmuje się, że erę „digital dancehall” (zob. ragga) zapoczątkował w roku 1985 King Jammy, komponując przy pomocy syntezatora Casio MT-40 pierwszy w pełni elektroniczny riddim pt. Sleng Teng. W tym samym roku ustanowiona została nagroda Grammy w kategorii najlepszy album reggae; pierwsza statuetka trafia w ręce grupy Black Uhuru za płytę Anthem. Obecnie, największą popularnością cieszą się wykonawcy łączący reggae i dancehall z muzyką pop, R&B lub też hip-hop, a więc m.in. Sean Paul, Shaggy, Matisyahu oraz Gentleman (zob. reggae fusion).

Ewolucja muzyki jamajskiej na osi czasu

## Charakterystyka

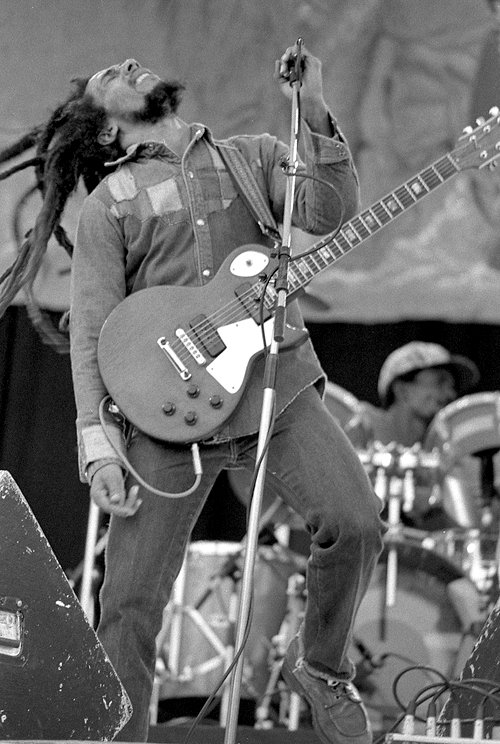
Bob Marley, ikona muzyki reggae, podczas koncertu w Dublinie w lipcu 1980 roku

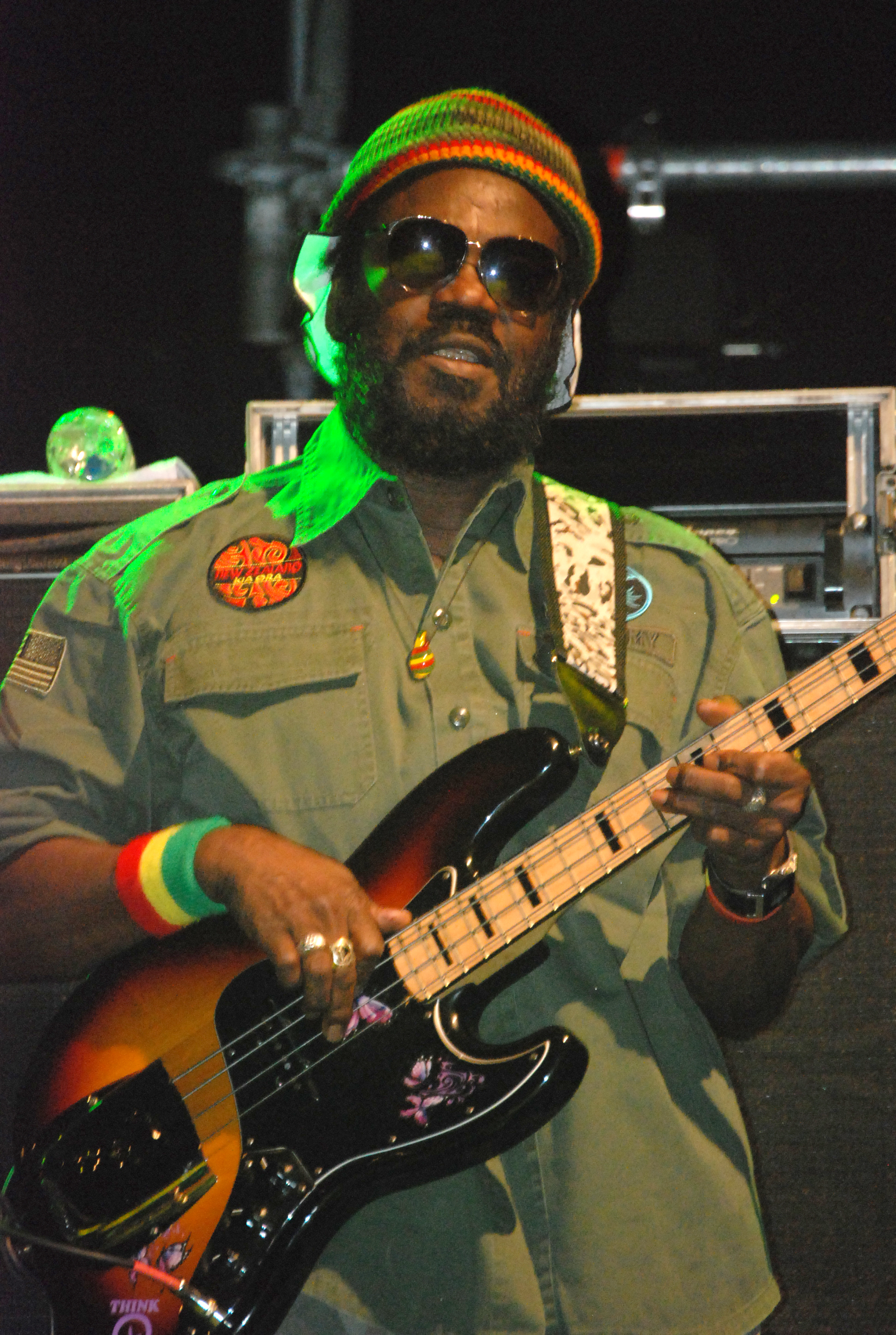
Aston „Family Man” Barrett, basista The Wailers, ze swoim Fenderem Jazz Bass

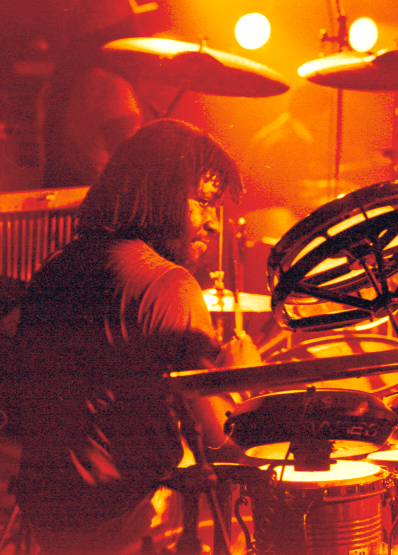
Sly Dunbar, połowa duetu Sly & Robbie, pomysłodawca perkusyjnego stylu rockers

Ze względu na symetrię rytmiczną, muzyka reggae grana jest przeważnie w parzystym metrum 4/4. Podobnie jak ska i rocksteady, style z których bezpośrednio się wywodzi, łączy w sobie elementy tradycyjnej jamajskiej muzyki folkowej mento, trynidadzko-tobagijskiego calypso oraz amerykańskiego jazzu i R&B. Spokojne tempo, miarowy i pulsujący rytm oraz wysunięta na pierwszy plan wyrazista linia basu nadają utworom reggae chilloutowy, nieco hipnotyczny charakter.

Dobre reggae to bas! Musi mieć energię i przenikać cię... Powinno też być nieco mistyczne i groźne, choć to już bardziej dla takich fanatyków jak ja! (...) Ludzie potrzebują tej muzyki, nie jak gumy do żucia. Guma do żucia – nie potrzebujesz jej. Owszem, przyjemnie jest żuć ją sobie i wydmuchać parę balonów, ale potem staje się bezużyteczna, bo traci smak. Wiele jest takich gatunków muzyki podobnych do gumy, lecz reggae, to nie jest gumowata muzyka. To prawdziwe wyrażenie siebie.

### Gitara
Typowy dla reggae sposób gry na gitarze określany jest jako skank. Wywodzi się on z muzyki ska, gdzie nadawane jest mu bardzo szybkie tempo. Stopniowe spowolnienie owego tempa stało się kluczowym elementem płynnego przejścia od ska, przez rocksteady, do reggae w drugiej połowie lat 60. Wykonanie skanku sprowadza się do wygrywania powtarzających się par akordów na „dwa” i „cztery”, czyli oba słabsze beaty w takcie (tzw. off-beaty). Poszczególne dźwięki są krótkie, urywane, tłumione (zob. staccato). Skank może być także wykonywany na fortepianie, jak również na obu tych instrumentach jednocześnie.
Najczęściej wykorzystywane przez gitarzystów reggae modele gitary elektrycznej to Fender Stratocaster, Fender Telecaster oraz Gibson Les Paul (ostatni z wymienionych używany był przez Boba Marleya).

### Bas
Jednym z najbardziej charakterystycznych elementów brzmienia reggae jest wyrazista, pulsująca linia basu, tworząca wraz z beatem perkusyjnym podstawę riddimu. Może się ona składać zarówno z prostych, dwu- lub czterotaktowych riffów, jak również tworzyć bardziej skomplikowane, wywodzące się z jazzu pochody basowe (walking bass, dosł. „wędrujący bas”). Wiele zależy też od indywidualnego podejścia basisty – może on np. nadać linii basu bardziej rockową formę.
Najczęściej wykorzystywane przez basistów reggae modele elektrycznej gitary basowej to Fender Jazz Bass, Fender Precision Bass (oba o pożądanym, najbardziej zbliżonym do kontrabasu brzmieniu), jak również MusicMan StingRay oraz serie XS i XT marki Steinberger.

### Perkusja
Używany jest zazwyczaj standardowy zestaw perkusyjny, z werblem nastrojonym na stosunkowo wysokie dźwięki; możliwe jest również dołączenie w tym celu do zestawu dodatkowego werbla. Oprócz tego, ważną rolę odgrywają różnego rodzaju bębny (bongosy, djembe, kongi, nyabinghi itp.), dając wyraz afrykańskim korzeniom gatunku. Często usłyszeć można także inne drobne perkusjonalia, takie jak klawesy, marakasy czy też krowie dzwonki.
Wyróżnić można trzy podstawowe style perkusyjne, których szczyt popularności przypada na różne okresy. Pierwszy z nich, tzw. one drop style, cechuje się akcentem kładzionym tylko i wyłącznie na trzeci beat taktu, podczas gdy beat pierwszy pozostaje opuszczony lub grany jest zamkniętym hi-hatem, co tworzy wrażenie spadającej kropli. Początki stylu sięgają wczesnego rocksteady – po raz pierwszy zagrał w ten sposób Hugh Malcolm w utworze Hopetona Lewisa pt. „Take It Easy” z roku 1966 (według innej często przytaczanej teorii prekursorem stylu był Winston Grennan). Natomiast do jego rozpowszechnienia przyczynił się przede wszystkim perkusista The Wailers, Carlton „Carly” Barrett.
W drugiej połowie lat 70. one drop zaczął być stopniowo wypierany przez innowacyjny rockers style, zainicjowany przez Sly’a Dunbara na płycie Right Time tria wokalnego The Mighty Diamonds. Akcent na „trzy” pozostaje bez zmian, istotną różnicę stanowi natomiast dodatkowe akcentowanie beatu numer jeden, zwykle poprzez uderzenie w bęben basowy. Mniej więcej tym samym okresie powstał steppers style, inspirowany amerykańskim disco (któremu to zawdzięcza swoją pierwotną nazwę: „four-on-the-floor”), charakteryzujący się miarowymi uderzeniami w bęben basowy przez wszystkie cztery beaty taktu. Choć bywał on niekiedy wykorzystywany w utworach roots reggae, rozpowszechnił się przede wszystkim w nowoczesnej muzyce dancehallowej.

### Instrumenty klawiszowe
Rola fortepianu ogranicza się przede wszystkim do dublowania skanku gitarowego, rzadziej służy on wygrywaniu dodatkowych riffów czy melodii. Dużo większe znaczenie przypisać należy organom Hammonda – spotykany wyłącznie w reggae styl gry na nich określany jest jako bubble. Opiera się on na wygrywaniu akordów ósemkowych przez wszystkie cztery beaty taktu oraz w przerwach pomiędzy nimi, dodając w ten sposób rytmowi subtelnej dynamiki. Stał się on jednym z kluczowych nowatorskich elementów wyodrębniających wczesne reggae z muzyki rocksteady. Ponadto, na początku lat 70. Augustus Pablo jako jeden z pierwszych na świecie użył w profesjonalnych nagraniach melodyki, uważanej wówczas wyłącznie za instrument zabawkowy.
Począwszy od lat 80. tradycyjne instrumenty klawiszowe zostały stopniowo wyparte przez keyboardy i syntezatory, jednak technika gry pozostała praktycznie niezmieniona.

### Instrumenty dęte
W skład typowej dla reggae sekcji dętej wchodzą saksofon, puzon oraz trąbka; sporadycznie pojawia się flet lub klarnet. Instrumenty dęte odpowiadają zazwyczaj za wstęp do utworu, jak również służą wykonywaniu tzw. kontrmelodii (z ang. counter-melody) i dłuższych partii solowych. W większości klasycznych nagrań reggae sekcję dętą tworzyli w różnych kombinacjach muzycy sesyjni.

### Wokal i teksty
Utwory reggae śpiewane są przez artystów jamajskich najczęściej w języku patois oraz jamajskim dialekcie języka angielskiego. Choć większość zespołów przyjmuje schemat oparty na głównym wokaliście wspieranym przez chórki, dużą popularnością cieszy się również formuła tria wokalnego. Spośród wielu wypracowanych przez lata stylów wokalnych na szczególną uwagę zasługują m.in. waterhouse style, zainicjowany przez Michaela Rose’a i rozwinięty w latach późniejszych przez Juniora Reida i Yamiego Bolo, oraz wywodzący się z popisów DJ-skich melorecytacyjny toasting, będący prekursorem rapu.
Tematyka tekstów reggae jest bardzo różnorodna i w dużej mierze zależy od wykonywanego podgatunku tej muzyki. Przykładowo, utwory early reggae poruszały zwykle kwestie podobne jak ska i rocksteady, czyli opowiadające o rozrywkowym stylu życia ówczesnych rudeboys. Z kolei piosenki w stylu lovers rock opowiadają, jak sama nazwa wskazuje, przede wszystkim o relacjach damsko-męskich. Na zupełnie przeciwnym biegunie znajdują się teksty „korzennego” roots reggae, przepełnione duchowym rastafariańskim przesłaniem lub po prostu traktujące o trudnych warunkach życia w slumsach i szeroko pojętej niesprawiedliwości społecznej; często poruszanym wątkiem jest także legalizacja marihuany.

Muzyka reggae niesie przesłanie, a teksty czynią tę muzykę bardzo ważną, tak mi się przynajmniej wydaje. Ważne jest to, aby ludzie zrozumieli teksty tych piosenek. Chociaż niektórzy w słowach nie umieją doszukać się sensu. To Jah stworzył tę muzykę i pozwolił masom ją śpiewać – a ta muzyka pochodzi właśnie od tych mas. Reggae odzwierciedla też realną sytuację społeczną: głębokie, nisko brzmiące partie basu, obrazują życie slumsów i gett, zaś akcent bębnów jest znakiem wiary w to, że odradzająca się świadomość społeczna spowoduje zniesienie podziału na obywateli pierwszej i drugiej kategorii.

Osobną kwestię stanowią teksty utworów najpopularniejszej dziś na Jamajce nowoczesnej muzyki dancehallowej. Powszechna jest w nich obecność podtekstów erotycznych (slackness) oraz pochwała, przekraczającego granice prawa, stylu bycia jamajskich gangsta (gun lyrics). Ponadto, niemal każdy wykonawca dancehallowy posiada w swoim repertuarze utwory otwarcie potępiające homoseksualizm, nierzadko wprost nawołujące do „palenia gejów”. Mimo że niektórzy z nich tłumaczą, że śpiewając w ten sposób mają na myśli wyłącznie „duchowe oczyszczenie”, grupa najpopularniejszych muzyków dancehallowych znajduje się w ciągłym ogniu krytyki ze strony środowisk i organizacji gejowskich. W roku 2004 jedna z bardziej istotnych tego typu organizacji, brytyjska OutRage!, zainicjowała wymierzoną przeciwko nim kampanię pod nazwą Stop Murder Music. Trwa ona do dziś, od czasu do czasu osiągając zamierzony cel w postaci odwoływania koncertów krytykowanych artystów w Europie i USA.

## Festiwale reggae

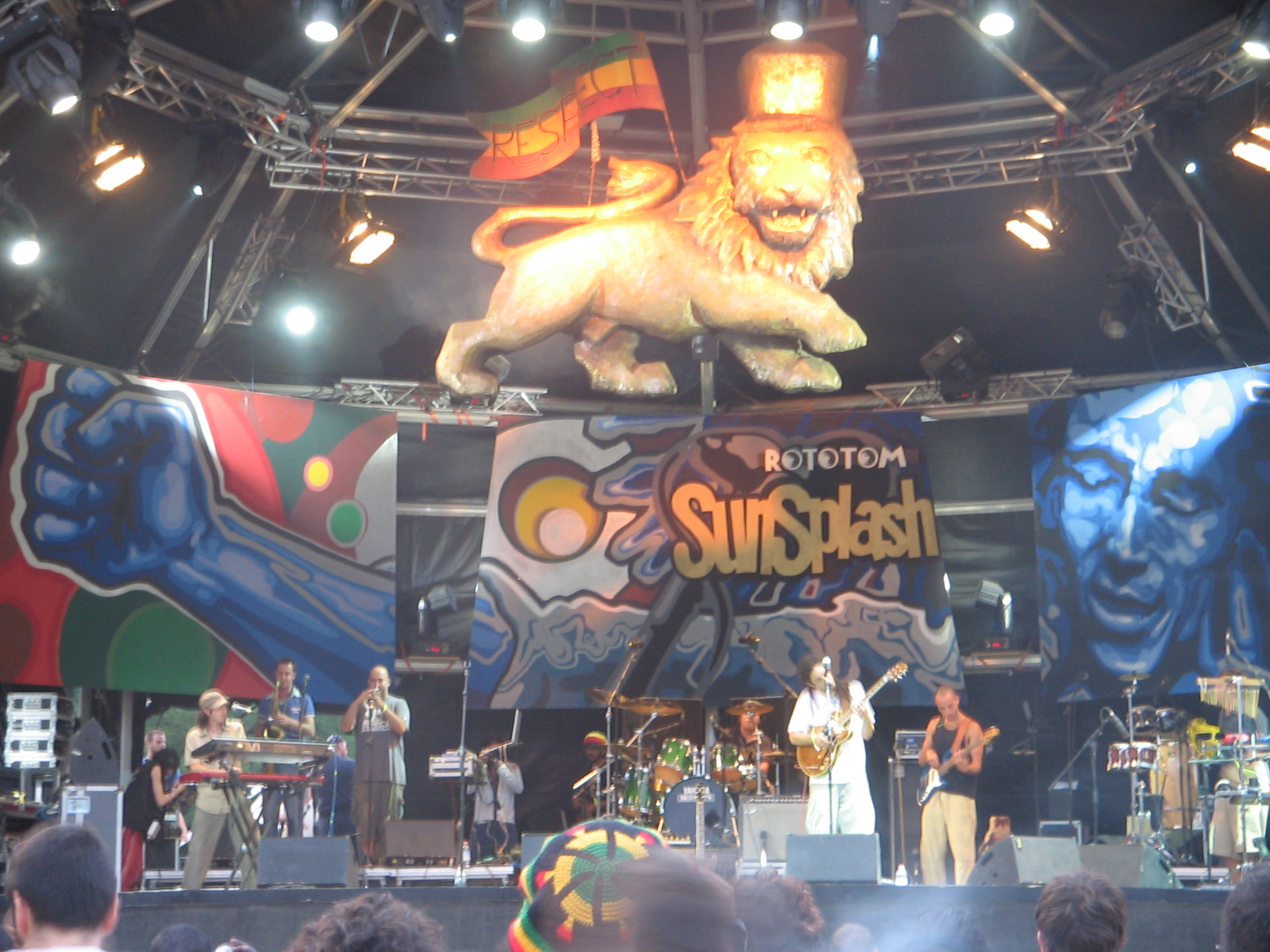
Hiszpański Rototom Sunsplash, największy festiwal muzyki reggae w Europie

Pierwszy festiwal poświęcony wyłącznie muzyce reggae, Reggae Sunsplash, odbył się w czerwcu 1978 roku w Montego Bay na północnym wybrzeżu Jamajki; impreza trwała ponad tydzień. Mimo iż następne edycje festiwalu były już nieco krótsze, przez kilkanaście kolejnych lat pozostawał on największym tego typu wydarzeniem na świecie. Gdy jednak w roku 1992 organizatorzy Sunsplashu zdecydowali się przenieść go na przeciwległy kraniec wyspy do Portmore, na jego miejscu pojawił się w Montego Bay Reggae Sumfest, z biegiem czasu zastępując Sunsplash na pozycji największego festiwalu reggae na świecie.
Innym równie ogromnym, choć nieco mniej popularnym festiwalem muzyki jamajskiej, jest ośmiodniowy coroczny Barbados Reggae Festival w Bridgetown, odbywający się pod hasłem „The Best Reggae Show in the World”.
W Polsce organizowany jest od 2001 roku w połowie sierpnia Ostróda Reggae Festival, trwający zwykle cztery dni. Popularnym festiwalem muzyki reggae jest także odbywający się od 1999 roku pod koniec sierpnia Regałowisko Bielawa Reggae Festiwal. Ponadto corocznie w listopadzie odbywa się we wrocławskiej Hali Stulecia największy w Europie halowy festiwal reggae/dancehall – One Love Sound Fest.